# Ouled Sidi Brahim
Ouled Sidi Brahim là một đô thị thuộc tỉnh Bordj Bou Arréridj, Algérie. Dân số thời điểm năm 2002 là 2.648 người.